# 林一夫
林 一夫（はやし かずお、1945年10月17日 - ）は、日本の俳優、声優。東京都出身。テアトル・エコー所属。

## 略歴
東京都立代々木高等学校卒業。
子役として活躍し、1969年テアトル・エコー入団。初舞台は井上ひさし作『11ぴきのねこ』のにゃん六役。1980年『伝説巨神イデオン』では重要キャラクターのひとりであるギジェ・ザラルを演じた。『イデオン』には非常に思い入れがあり、プロフィールの代表作欄に掲載されているのは本人の希望によるもの。1980年代のインタビューで「イデにとりこまれる」という言葉が好きだったと述べている。
『超電子バイオマン』の悪役であるバイオハンター・シルバを演じたことでも知られる。シルバに関しては『バイオマン』DVD解説書において「「やっと逢えたな…バルジオン」の台詞のカッコよさは本当にシビれる」と制作者である東映サイドが絶賛し、2012年公開の映画『仮面ライダー×スーパー戦隊 スーパーヒーロー大戦』では27年ぶりにシルバを演じた。

## 人物
本人のプロフィール写真の髪型はギジェと同じ。もともと舞台の役作りのためオールバックにして髪を伸ばしていたところ、偶然ギジェと同じ髪型になり、これが気に入ったためその後もこのヘアスタイルを維持しているとのこと。髪を洗う時には苦労するらしく、夫人に手伝ってもらうらしい。
特技は日本舞踊（市山流）、殺陣、乗馬。

## 出演

### テレビドラマ
- 俺たちの朝 第13話「裸踊りと染色と口惜涙」（1977年、日本テレビ） - スイミングスクールの社員
- 白い巨塔 第25話（1978年、フジテレビ）
- 太陽にほえろ!（日本テレビ）
  - 第209話「働くものの顔」（1976年）
  - 第354話「交番爆破」（1979年）

### 映画
- 病院坂の首縊りの家（1979年、東宝） - 花園海軍大尉

### テレビアニメ
1969年
- アタックNo.1

1973年
- 科学忍者隊ガッチャマン（隊員、水夫、通信員、召使い）

1974年
- エースをねらえ!

1975年
- 天馬天平（天馬天平）

1977年
- 一発貫太くん（江山）

1978年
- 宇宙戦艦ヤマト2（1978年 - 1979年、南部康雄）
- 宇宙魔神ダイケンゴー（アントニアン）

1979年
- 宇宙戦艦ヤマト 新たなる旅立ち（南部康雄）
- ドラえもん

1980年
- 宇宙戦艦ヤマトIII（1980年 - 1981年、南部康雄）
- 宇宙戦士バルディオス（ミラン）
- 伝説巨神イデオン（1980年 - 1981年、ギジェ・ザラル）

1982年
- 戦闘メカ ザブングル（ゲンナ）
- 六神合体ゴッドマーズ

1983年
- 銀河疾風サスライガー（カルロ）
- 光速電神アルベガス（大木一郎）
- 聖戦士ダンバイン（フレデリック）
- 超時空世紀オーガス（ヘンリー）

1986年
- 宇宙船サジタリウス（ジールス）
- 青春アニメ全集（うらなり、斉藤勇）

1987年
- 聖闘士星矢（アステリオン）

1992年
- 横山光輝 三国志（諸葛瑾）

1995年
- バーチャファイター（デイビス）

1998年
- カードキャプターさくら（クロウ・リード）

1999年
- 星方天使エンジェルリンクス（レオン）
- ポケットモンスター（1999年 - 2000年、ラッセル）

2003年
- 宇宙のステルヴィア（風祭保）

2004年
- Get Ride! アムドライバー（バーロック・ウィルコット）

2006年
- 獣王星（クライン）
- NANA（川野）

### 劇場アニメ
1978年
- さらば宇宙戦艦ヤマト 愛の戦士たち（南部康雄）

1980年
- 11ぴきのねこ（ネコH）
- ヤマトよ永遠に（南部康雄）

1982年
- 伝説巨神イデオン 接触篇・発動篇（ギジェ）

1983年
- 宇宙戦艦ヤマト 完結編（南部康雄）
- ゴルゴ13

1985年
- ごんぎつね（弥助）

1986年
- 11ぴきのねことあほうどり（ネコF）

1987年
- 王立宇宙軍 オネアミスの翼（空軍士官C）

1999年
- 劇場版カードキャプターさくら（クロウ・リード）

### OVA
- X電車でいこう（1987年）[16]
- 銀河英雄伝説（1991年、ジンツァー）
- THE レイプマン（1994年、政善〈ゴリ政〉）

### ゲーム
1997年
- スーパーロボット大戦F（グロフィス・ラクレイン、ギジェ・ザラル）

1998年
- スーパーロボット大戦F 完結編（グロフィス・ラクレイン、ギジェ・ザラル）

1999年
- 宇宙戦艦ヤマト 遥かなる星イスカンダル（南部康雄）

2000年
- さらば宇宙戦艦ヤマト宇宙戦艦ヤマト  愛の戦士たち（南部康雄）

2004年
- 宇宙戦艦ヤマト イスカンダルへの追憶（南部康雄）
- 宇宙のステルヴィア（風祭保）

2005年
- 宇宙戦艦ヤマト 暗黒星団帝国の逆襲（南部康雄）
- 宇宙戦艦ヤマト  二重銀河の崩壊（南部康雄）
- 第3次スーパーロボット大戦α 終焉の銀河へ（ギジェ・ザラル）

2008年
- スーパーロボット大戦Z（ヘンリー・スタイガー）

2011年
- コール オブ デューティ モダン・ウォーフェア3（カマロフ）

2020年
- スーパーロボット大戦X-Ω（ギジェ・ザラル）

### 吹き替え

#### 担当俳優
ウェイド・ウィリアムズ
- エレメンタリー5 ホームズ&ワトソン in NY（ライアン・デッカー）
- プリズン・ブレイク（ブラッド・ベリック）
- ラスベガス #18（リチャード・アレン・ウェズリー）

#### 映画
- アメリカン・プレジデント
- アルマゲドン（ロックハウンド〈スティーヴ・ブシェミ〉）※ソフト版
- ウエスト・サイド物語（ロコ）※旧TBS版
- エア★アメリカ
- カーリー・スー ※ソフト版
- 彼女を見ればわかること（サム〈ミゲル・サンドヴァル〉）
- 恋は嵐のように（ジャック〈スティーブ・ハイトナー〉）
- ジョーズ ※日本テレビ版
- スウィート・ノベンバー（リーチ〈レイ・ベイカー〉）
- スター・ウォーズ エピソード5/帝国の逆襲 ※劇場公開版（DVDリミテッドエディション収録）
- スーパーマンII※テレビ朝日版
- ゼア・ウィル・ビー・ブラッド（フレッチャー〈キアラン・ハインズ〉）
- 西部悪人伝（バンジョー〈ウィリアム・バーガー〉）※追加収録分
- 戦争と平和
- ゾディアック（アーサー・リー・アレン〈ジョン・キャロル・リンチ〉）
- ダイ・ハード（ハリー・エリス〈ハート・ボックナー〉）※機内上映版
- 007 ムーンレイカー（英国空軍士官）※TBS版
- 沈黙の戦艦 ※ソフト版
- ドラゴン怒りの鉄拳（ファン〈ジェームス・ティエン〉）※TBS版
- パラダイス・アーミー（ラッセル〈ハロルド・ライミス〉）
- 羊たちの沈黙 ※ソフト版
- ビッグ・ビジネス（ジェイ・マーシャル医師〈マイケル・グロス〉）※ビデオ版
- ビートルジュース
- ビバリーヒルズ・コップ（サージ〈ブロンソン・ピンチョット〉）※テレビ朝日版
- ピンク・キャデラック（ラウンジのエンターテイナー〈ジム・キャリー〉）※ソフト版
- ブラック・ボックス 〜記憶の罠〜（ウォルコット）
- ヘルボーン（マッコート〈ブルース・ペイン〉）
- Mr.ゴールデン・ボール/ 史上最低の盗作ウォーズ
- メリー・ポピンズ
- リーサル・ウェポン2/炎の約束（ワイラー）※DVD・ビデオ版
- 野獣捜査線 ※テレビ朝日版
- 山猫は眠らない4 復活の銃弾（チャンドラー）
- ロイヤル・スキャンダル 〜エリザベス女王の苦悩〜（ハロルド・ウィルソン〈フィリップ・ジャクソン〉）
- RONIN（シーマス〈ジョナサン・プライス〉）※テレビ朝日版

#### ドラマ
- アリー my Love
- ER緊急救命室
  - シーズン5 - 6（ジュリアン〈トム・ギャロップ〉）
  - シーズン7（ギャロウェイ神父）
  - シーズン9（エイブラム）
- イ・サン
- Xファイル 地底 ※テレビ朝日版
- エレメンタリー ホームズ&ワトソン in NY #24（クリスト・テオフィロス〈アーノルド・ヴォスルー〉）
- 恐竜家族
- キャピタル・シティー（ハドソン）
- クリミナル・マインド FBI行動分析課
  - シーズン5 #12（アーサー・マルコム〈ジョナサン・フレイクス〉）
  - シーズン6 #7（クリス・ソルターズ保安官）
  - シーズン11 #14（マイケル・クラーク・トンプソン / トム〈ダニエル・ローバック〉）
- クリミナル・マインド 特命捜査班レッドセル #12
- クリミナル・マインド 国際捜査班 #10（アルマン・シュミット〈アーノルド・ヴォスルー〉）
- 三国志演義（中国中央電視台製作） NHK-BS2（曹丕〈2代目〉）
- 新スパイ大作戦 殺人鬼ジム・フェルプス（店主）
- CSI:2科学捜査班
- 新・上海グランド（祥叔）
- スタートレック:ヴォイジャー（ウィックスアバン）
- チャームド 〜魔女3姉妹〜 ファイナル・シーズン（ザー）
- 南北戦争物語 愛と自由への大地（スミス・ドーキンズ）
- 犯罪捜査官ネイビーファイル シーズン1 #9（麻薬ディーラーのボス〈ラオール・トゥルヒロ〉）
- PERSON of INTEREST 犯罪予知ユニット
- 名探偵ポワロ チョコレートの箱（ジャン・ルイ・フェロー）※NHK版
- ローマ警察殺人課アウレリオ・ゼン 3つの事件

#### アニメ
- アイス・エイジ
- アラジン（ヤマール、ナッツ屋）
- アラジン完結編 盗賊王の伝説
- アラジン ジャファーの逆襲（タマゴ屋、盗賊）
- コルドロン
- ピーター・パン（海賊）※1984年再公開版
- わんわん物語 ※1989年再公開版

### ボイスオーバー
- 人類、月に立つ（NHK-BS2）

### 特撮
1974年
- 仮面ライダーアマゾン（クモ獣人の声、ヘビ獣人の声）
- 五人ライダー対キングダーク

1975年
- 仮面ライダーアマゾン（ゲンゴロウ獣人の声、アナウンサーの声）
- 仮面ライダーストロンガー（奇械人ハサミガニの声）

1976年
- ザ・カゲスター（再生フクロウ怪人の声、再生ナメクジーガの声）

1980年
- 仮面ライダー 8人ライダーVS銀河王

1984年
- 超電子バイオマン（シルバの声）

1985年
- 兄弟拳バイクロッサー（タイムラーの声）

1996年
- 激走戦隊カーレンジャー（SSパマーンの声）

1998年
- 星獣戦隊ギンガマン（ブドーの声）

1999年
- 星獣戦隊ギンガマンVSメガレンジャー（ブドーの声）
- 救急戦隊ゴーゴーファイブ（サイバギルドの声）

2012年
- 仮面ライダー×スーパー戦隊 スーパーヒーロー大戦（シルバの声、ライダーマンの声）

### その他コンテンツ
- 惑星ロボ ダンガードA（キャプテン・ダン）※しょうちゃん紙芝居版